# Cleaning Up (serie de televisión)
Cleaning Up (en hangul, 클리닝 업; romanización revisada, Keullining Eob) es una serie de televisión surcoreana que fue estrenada en 2022 a través de la JTBC.
La serie es un remake de la serie inglesa Cleaning Up de Mark Marlow.

## Sinopsis
La serie sigue la historia de tres limpiadores: Eo Yong-mi, Ahn In-kyung y Maeng Soo-ja quienes trabajan en una empresa financiera que recurren a información privilegiada, con el fin de alimentar a su familia y cumplir sus sueños, después de escuchar accidentalmente una información.

## Reparto

### Personajes principales
- Yum Jung-ah como Eo Yong-mi.[3]
- Jeon So-min como Ahn In-kyung.[4]
- Kim Jae-hwa como Maeng Soo-ja.

### Personajes secundarios
- Lee Moo-saeng como Lee Young-shin, un misterioso informante para un bufete de abogados considerado el hombre ideal entre las mujeres.[5]
- Na In-woo como Doo-young, un estudiante que alquila una habitación en la casa de Eo Young-mi mientras está en proceso de obtener su doctorado.
- Kim Tae-woo como Jin Seong-woo, el exesposo de Eo Yong-mi. No tiene ningún resentimiento particular hacia Yong-mi, simplemente no podía soportar la vida de casado, por lo que trabaja duro para recuperar la custodia de sus hijos.[6]
- Kal So-won como Jin Yun-ah, la hija mayor de Eo Yong-mi, una adolescente sensible y rebelde por fuera, pero por dentro es la guardiana de su madre. Es vocalista de una banda de secundaria.[7]
- Jang Shin-young como Geum Jan-di.
- Oh Seung-yoon como Byeong Ryul, el exnovio de Ahn In-kyung.[8]
- Ha Si-eun como Boo So-yeon.[9]
- Kim In-kwon como Cheon Deok-gyu, el gerente de la empresa de limpieza.[10]
- Song Jae-hee como Yoon Tae-kyung, el líder del equipo comercial en Vested Investment & Securities. Un hombre de corazón frío que no tolera ninguna arruga.[11]
- Yoon Kyung-ho como Oh Dong-ju.[12]

## Episodios
La serie está programada para su lanzamiento en JTBC durante la primera mitad de 2022.

## Producción
La serie es dirigida por Yoon Seong-sik y escrita por Choi Kyung-mi (최경미).
Originalmente el papel de Maeng Soo-ja se le había ofrecido a la actriz Yeom Hye-ran.
El 22 de marzo de 2022, la agencia de la actriz Jeon So-min anunció que había dado positivo para COVID-19, por lo que se habían detenido las grabaciones de la serie.